# Charles Alexandre Lesueur

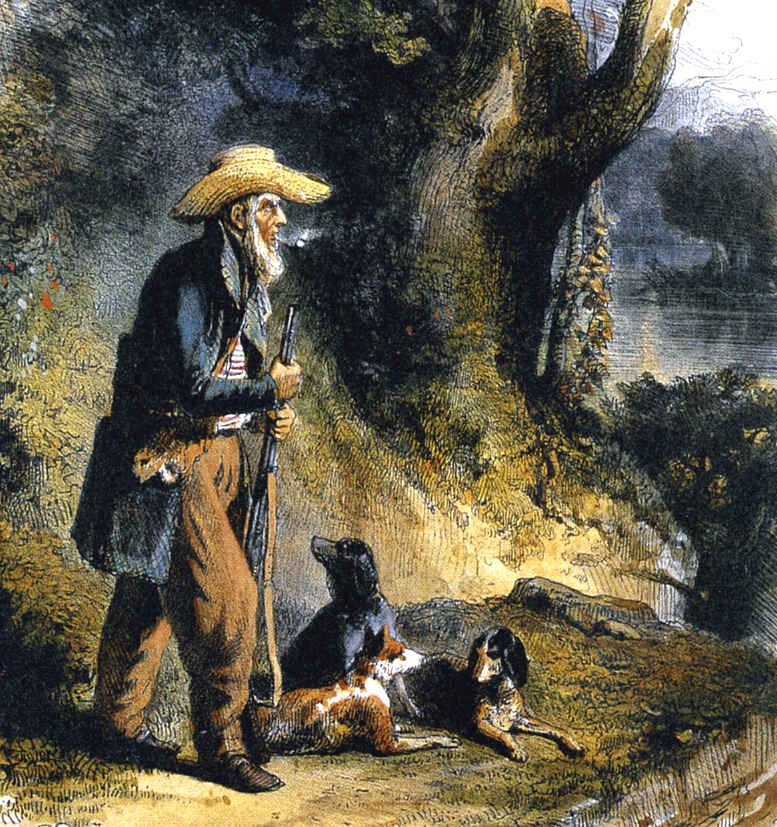
Charles Alexandre Lesueur w lesie, lithografia Karla Bodmera

Charles Alexandre Lesueur (ur. 1 stycznia 1778 w Hawrze, zm. 12 grudnia 1846) – francuski marynarz, naturalista, rysownik i odkrywca.

## Życiorys
W roku 1800 wstąpił do Marynarki Wojennej i został przydzielony – jako kanonier – do załogi fregaty Le Géographe, dowodzonej przez Thomasa-Nicolasa Baudina. Okręt wkrótce wyszedł w morze, kierując się na południe, by wykonać zlecone przez władze badania wybrzeży Indii, Australii i Tasmanii.
François Péron, jeden z zoologów biorących udział w ekspedycji, szybko zorientował się, że Lesueur posiada zdolności artystyczne i przyjął go jako swego asystenta. W trakcie trwającej ponad trzy lata podróży Lesueur wykonał ponad 1500 rysunków i akwareli przedstawiających zwierzęta. Malował ponadto pejzaże (np. osiedle Port Jackson w dzisiejszym Sydney w Australii). Brał udział we wszystkich wyprawach Pérona (jak np. w polowaniu na krokodyle na Timorze), a po śmierci głównego zoologa ekspedycji René Maugé objął oficjalnie funkcję naturalisty u boku Pérona. Razem zebrali ponad 10 000 okazów z dziedziny zoologii, w tym 2500 dotąd nieznanych nauce.
Po powrocie ekspedycji do Francji w roku 1804 nadal pracował z Péronem, a po jego śmierci w roku 1810 – z Louis de Freycinetem, przygotowując pracę pt. Voyage aux terres australes sur le Géographe et Naturaliste (wydanie 1. tomu w roku 1807).
W latach 1815–1825 Lesueur mieszkał w Filadelfii w Stanach Zjednoczonych, gdzie – wraz z amerykańskim naturalistą i rysownikiem Johnem Jamesem Audubonem – nadal sporządzał dokumentację zoologiczną, a wyniki prac wysyłał do Muzeum Historii Naturalnej w Paryżu. W roku 1833 odwiedził miejscowość Vincennes w stanie Indiana, gdzie sporządził pierwszy znany szkic przedstawiający Grouseland, posiadłość prezydenta Williama Henry’ego Harrisona. W latach 1826–1836 Lesueur mieszkał w „Nowej Harmonii”, wzorcowej osadzie Roberta Owena w Indianie, gdzie pracował jako nauczyciel rysunku i badał gatunki ryb rzek Ameryki Północnej.
Po powrocie do Francji został dyrektorem Muzeum Historii Naturalnej w rodzinnym Hawrze.